# Гай Септимий Север
Гай Септимий Север (лат. Gaius Septimius Severus; ?—после 177) — государственный и военный деятель Римской империи, консул-суффект 154 года.

## Биография
Родился в провинции Африка, возможно в Лептисе Великом. Был двоюродным братом будущего римского императора Луция Септимия Севера. Обстоятельства переезда в Рим неизвестны.
В июле 160 года назначен консулом-суффектом, его коллегой стал Авл Платорий Непот Кальпурниан. В 173 году назначен проконсулом в провинцию Нумидия. На своем посту находился до 177 года. О дальнейшей судьбе сведения отсутствуют.